# Будеев, Дмитрий Иванович
Дмитрий Иванович Будеев (1918 год, Кеслерово, Кубанская область, РСФСР — ?) — колхозник, бригадир тракторной бригады, Герой Социалистического Труда (1948).

## Биография
Родился в 1918 году в селе Кеслерово Кубанской области. Участвовал в Великой Отечественной войне, после которой переехал в село Мерке Казахской ССР, где устроился на работу в Меркенской МТС. Окончил курсы трактористов и вскоре был назначен бригадиром тракторной бригады.
В 1947 году тракторная бригада под руководством Дмитрия Будеева собрала с участка площадью 100 гектаров по 400 центнеров сахарной свеклы. За этот доблестный труд он был удостоен в 1948 году звания Героя Социалистического Труда.
Дальнейшая биография не публиковалась.

## Награды
- Герой Социалистического Труда (1948);
- Орден Ленина (1948);